# Daniel Chodowiecki
Daniel Niklaus Chodowiecki (født 16. oktober 1726, død 7. februar 1801) var en polsk-tysk maler og kobberstikker. Han stammede fra en huguenot familie, der var flygtet fra Frankrig, og levede det meste af sit liv i Berlin, hvor han blev lederen af byens Kunstakademi.

## Baggrund
Han blev født i den polske by Danzig (Gdańsk), og i et brev skrev han spøgefuldt "at han flyttede til Berlin, Tyskland. Det viser, at han var en "ægte polak".". Han var knyttet til huguenotterne i byen. En fjern forfader Bartholomāus Chodowiecki havde i 1500-tallet levet i Polen. Gottfried Chodowiecki, Daniels far og bedstefar, Christian, var købmænd i Danzig. Hans mor, Henriette Ayrer født i Schweiz, var huguenot. Da hans far døde, flyttede Daniel som 16-årig og hans lillebror Gottfried Chodowiecki til Berlin for at bo hos deres onkel, der tilbød at betale deres undervisning. Daniel modtog undervisning af kunstmaler Haid i Augsburg. Hans bror blev også uddannet til kunstmaler. 

## Kunstnerkarriere
Snart var Daniel i stand til at leve af sit fag. Han blev optaget på Berlins Akademi i 1764 og blev vicedirektør for det under under Rhode i 1788. Han havde fundet sit sande kald og blev en af de mest berømte tyske kunstnere i sin samtid. Han arbejde løb op i flere tusind stik, ofte meget små, og adskillige tegninger og malerier. Han illustrerede næsten alle de klassiske bøger, der udkom. Hans stik fremstiller med nøje sans for detaljen, livet hos middelklassen i Zopfstil-tiden: mellem rokoko and klassicisme. 1797 blev Chodowiecki udnævnt til direktør for det berlinske Akademi, en stilling han beholdt til sin død. Størstedelen af hans arbejde bestod af illustrationer til videnskabelige bøger af Johann Bernhard Basedow, Georges-Louis Leclerc, Comte de Buffon, Johann Kaspar Lavater, Johann Heinrich Pestalozzi og flere andre. Han afløste Abildgaard som illustrator af bind 2-4 i første udgave af Johannes Ewalds Samlede Skrifter (1780-1791). Han udførte også flere portrætter af den polske adel og interesserede sig desuden for huguenotternes og Polens historie, i hvilke emner han malede mange billeder. 
Han fulgte nøje tidens smag, og hans værker reflekterede ofte den optagethed af følsomhed og den gryende tyske nationalisme, som brød frem i løbet af slutningen af 1700-tallet. 
Inden for litografien opfandt han den sirlige remarque-teknik, dvs. en lille tegning på et stik som ligger uden for hovedillustrationen. De var oprindeligt små forstudier eller kruseduller tegnede af kunstnerne, som ikke oprindeligt var tiltænkt et publikum, men Chodowiecki fik dem på den måde gjort til eftertragtede værker for samlere.

## Tilknytning til Polen
Chodowiecki, som talte tysk, fransk (på grund af de embeder han udførte for de berlinske huguenotter) og polsk (han udtalte sig mange gange om sit polske tilhørsforhold). Og han malede sin søn Isaac Heinrich, der var født i Berlin, med polsk dragt og frisure. I et brev til den polske astronom Józef Łęcki skrev han: "Jeg betragter det som en ære at være en ægte polak, selvom jeg nu bor i Tyskland.". 
En af hans mest solgte bøger var Rejse fra Berlin til Danzig (Die Reise von Berlin nach Danzig 1773), som han gennemillustrerede. Bogen beskriver hans rejse hjem til Danzig, efter at han have været væk i 30 år. Til rejsen købte han en hest i stedet for at anvende postvognen, og han kunne nu nøje beskrive og illustrere byerne og befolkningen i Pommern og Preussen på vejen. Formålet med rejsen var først og fremmest at gense sin mor og sine ældre søstre. Han vendte kun en gang siden tilbage til Danzig, til moderens begravelse. 
Chodowiecki er begravet på den franske kirkegård (Französischer Friedhof) i Berlin.